# 巴拉草
巴拉草（学名：Brachiaria mutica）为禾本科臂形草属下的一个种。